# Mecanismo de Kelvin-Helmholtz
El mecanismo Kelvin-Helmholtz es un proceso astronómico que se produce cuando la superficie de una estrella o un planeta se enfría. El enfriamiento hace que la presión interna descienda y, como consecuencia, la estrella o el planeta se encogen. Esta compresión, a su vez, calienta el núcleo de la estrella/planeta. Este mecanismo es evidente en Júpiter y Saturno y en las enanas marrones cuyas temperaturas centrales no son lo suficientemente altas como para que se produzca la fusión del hidrógeno. Se estima que Júpiter irradia más energía a través de este mecanismo que la que recibe del Sol, pero Saturno podría no hacerlo. Este último proceso hace que Júpiter se reduzca a un ritmo de dos centímetros cada año. Sin embargo, en la segunda edición de su libro en 2009, Patrick Irwin da una contracción de sólo 1 mm/año, valor que corresponde a un flujo interno de 7,485 W/m2 (cifra dada por Liming Li et al.), en lugar de 150 W/m2, que corresponde a 2 cm/año, un valor claramente demasiado alto.
El mecanismo fue propuesto originalmente por Kelvin y Helmholtz a finales del siglo XIX para explicar la fuente de energía del Sol. A mediados del siglo XIX se había aceptado la conservación de la energía, y una consecuencia de esta ley de la física es que el Sol debe tener alguna fuente de energía para seguir brillando. Como se desconocían las reacciones nucleares, el principal candidato a fuente de energía solar era la contracción gravitatoria.
Sin embargo, pronto Sir Arthur Eddington y otros reconocieron que la cantidad total de energía disponible a través de este mecanismo sólo permitía que el Sol brillara durante millones de años y no los miles de millones de años que las pruebas geológicas y biológicas sugerían para la edad de la Tierra. (El propio Kelvin había defendido que la Tierra tenía millones, no miles de millones de años). La verdadera fuente de energía del Sol siguió siendo incierta hasta la década de 1930, cuando Hans Bethe demostró que era la fusión nuclear.

## Potencia generada por una contracción Kelvin-Helmholtz
Se teorizó que la energía potencial gravitatoria de la contracción del Sol podría ser su fuente de energía. Para calcular la cantidad total de energía que liberaría el Sol en un mecanismo de este tipo (suponiendo una densidad uniforme), se aproximó a una esfera perfecta formada por conchas concéntricas. La energía potencial gravitatoria podría entonces hallarse como la integral sobre todas las conchas desde el centro hasta su radio exterior.
La energía potencial gravitatoria de la mecánica newtoniana se define como:
{\displaystyle U=-{\frac {Gm_{1}m_{2}}{r}},}
donde G es la constante gravitacional, y las dos masas en este caso son la de las cáscaras delgadas de anchura dr, y la masa contenida dentro del radio r cuando se integra entre cero y el radio de la esfera total. Esto da:
{\displaystyle U=-G\int _{0}^{R}{\frac {m(r)4\pi r^{2}\rho }{r}}\,dr,}
donde R es el radio exterior de la esfera, y m(r) es la masa contenida en el radio r. Cambiando m(r) por un producto de volumen y densidad para satisfacer la integral,
{\displaystyle U=-G\int _{0}^{R}{\frac {4\pi r^{3}\rho 4\pi r^{2}\rho }{3r}}\,dr=-{\frac {16}{15}}G\pi ^{2}\rho ^{2}R^{5}.}
La refundición en términos de la masa de la esfera da la energía potencial gravitatoria total como
{\displaystyle U=-{\frac {3GM^{2}}{5R}}.}
Según el Teorema de Virial, la energía total de los sistemas gravitatorios en equilibrio es la mitad de la energía potencial promediada en el tiempo,
{\displaystyle U_{r}={\frac {|\langle U\rangle |}{2}}={\frac {3GM^{2}}{10R}}.}
Aunque la densidad uniforme no es correcta, se puede obtener una estimación aproximada del orden de magnitud de la edad esperada de nuestra estrella insertando valores conocidos para la masa y el radio del Sol, y dividiendo luego por la luminosidad conocida del Sol (nótese que esto implicará otra aproximación, ya que la potencia del Sol no siempre ha sido constante):
{\displaystyle {\frac {U_{\text{r}}}{L_{\odot }}}\approx {\frac {1.1\times 10^{41}~{\text{J}}}{3.828\times 10^{26}~{\text{W}}}}\approx 8\,900\,000~{\text{años}},}
donde {\displaystyle L_{\odot }} es la luminosidad del Sol. Si bien es cierto que daba suficiente potencia durante bastante más tiempo que muchos otros métodos físicos, como la energía química, este valor seguía siendo claramente insuficiente debido a la evidencia geológica y biológica de que la Tierra tenía miles de millones de años. Finalmente se descubrió que la energía termonuclear era la responsable de la potencia y la larga vida de las estrellas.
El flujo de calor interno para Júpiter viene dado por la derivada en función del tiempo de la energía total
{\displaystyle {\frac {dU_{r}}{dt}}={\frac {-3GM^{2}}{10R^{2}}}{\frac {dR}{dt}}=-1.46\times 10^{28}~{\text{[J/m]}}~\times {\frac {dR}{dt}}~{\text{[m/s]}}.}
Con un encogimiento de{\displaystyle -1{\frac {~mm}{yr}}=-0.001{\frac {~m}{yr}}=-3.17\times 10^{-11}~{\frac {m}{s}}}, uno consigue
{\displaystyle {\frac {dU_{r}}{dt}}=4.63\times 10^{17}~{\text{W}}},
dividiendo por toda la superficie de Júpiter, es decir{\displaystyle S=6.14\times 10^{16}~m^{2}}, uno consigue
{\displaystyle {\frac {1}{S}}{\frac {dU_{r}}{dt}}=7.5~{\frac {\text{W}}{~~{\text{m²}}}}.}
Por supuesto, se suele calcular esta ecuación en el otro sentido: la cifra experimental del flujo específico de calor interno, 7,485 W/m², se obtuvo a partir de las medidas directas realizadas sobre el terreno por la sonda Cassini durante su sobrevuelo del 30 de diciembre de 2000 y se obtiene la cantidad de la contracción, ~1 mm/año, una cifra ínfima por debajo de cada medición.